# Magnus Goodman
Magnus Goodman   (Winnipeg, 18 de març de 1898 - Florida, 17 de juliol de 1991) va ser un esportista canadenc, fill d'immigrants islandesos. Practicà l'hoquei sobre gel, la natació i el patinatge de velocitat sobre gel a començaments del segle xx.
De jove jugà al Winnipeg Falcons, i el 1920, un cop finalitzada la Primera Guerra Mundial, va prendre part en els Jocs Olímpics d'Anvers, on guanyà la medalla d'or en la competició d'hoquei sobre gel. Aquell mateix es proclamà campió d'Amèrica del Nord de patinatge de velocitat sobre gel.
El 1938 va fer d'entrenador dels Coral Gables Seminoles, amb seu a Miami, en un primer intent d'establir l'hoquei sobre gel als estats meridionals dels Estats Units. En morir, el 1991 amb 93 anys, era l'últim membre supervivent dels Winnipeg Falcons.